# Oligocentris deciusalis
Oligocentris deciusalis là một loài bướm đêm trong họ Crambidae.